# خورخي إيفان بوكانيغرا
خورخي إيفان بوكانيغرا (بالإسبانية: Jorge Iván Bocanegra)‏ هو لاعب كرة قدم كولومبي، ولد في 23 مارس 1991 في Líbano, Tolima ‏ في كولومبيا. لعب مع ديبورتيس توليما ونادي ميلوناريوس.